# Nagyajtay Teréz
Nagyajtay Teréz, Nagyajtay P. Teréz (eredeti nevén Pauspertl Teréz, asszonynevén Diósy Antalné) (Zalatna, 1897. augusztus 10. – Budapest, 1978. január 12.) magyar jelmeztervező, textilművész, Kossuth-díjas, érdemes művész. Diósy Antal festőművész felesége.

## Életpályája
Az Országos Magyar Kir. Iparművészeti Iskola textilszakának elvégzése után Berlinben és Párizsban képezte tovább magát. 
1926-ban az Operaházban Oláh Gusztáv mellett kezdte pályáját. 1928-tól a Nemzeti Színház tervezője volt. Budapest ostroma idején férjével Bajor Giziéknél húzták meg magukat. 1948-ig a jelmeztervek többségét, később mintegy a felét ő tervezte az ország vezető prózai színházában.
1937-ben az ő tervei nyomán készült a szombathelyi egyházi férfikórus (Schola Cantorum Sabariensis, 1933-1944) egyenruhája is. Ezek mellett vendégtervezésre hívták más fővárosi (Madách Színház, Operettszínház) és vidéki (debreceni Csokonai Színház, Szegedi Nemzeti Színház, szolnoki Szigligeti Színház, Szolnok) színházakhoz. 1950–1956 között az Iparművészeti Főiskolán jelmeztervezést tanított. 1965-ig maradt a Nemzeti Színház tagja, 1964–1973 között a győri Kisfaludy Károly Színház jelmeztervezőjeként működött.
Munkásságát kiváló rajztudás, kulturált stílusérzék és színgazdagság jellemezte. Évtizedeken át követni tudta a rendezők stílusváltásait. Az általa tervezett jelmezeket egyéni kiállításokon mutatta be különböző színházakban. 40 éves jubileumi kiállítására Győrben került sor (1966).
Sírja a Farkasréti temetőben található [44/6-1-3/4].

## Jelmezterveiből
Bornemisza Péter: Magyar Elektra (Nemzeti Színház, 1931)
Vörösmarty Mihály: Csongor és Tünde (Nemzeti Színház, 1932)
Madách Imre: Az ember tragédiája (Nemzeti Színház, 1934, 1937, 1948; Szegedi Szabadtéri Játékok, 1955, 1960)
Móricz Zsigmond: Rokonok (Nemzeti Színház, 1934)
Andai Ernő–Bálint Lajos: Baskircsev Mária (Nemzeti Színház, 1935)
Schiller: Stuart Mária (Nemzeti Színház, 1935)
Újházy György:Missa Solemnis (Nemzeti Színház, 1935)
Shakespeare: Vízkereszt (Nemzeti Színház, 1936)
O’Neill:Amerikai Elektra (Nemzeti Színház, 1937)
Katona József: Bánk bán (Nemzeti Színház, 1938; 1945; 1951; 1953)
Kleist: Amphitryon (Nemzeti Színház, 1939)
Shakespeare: Rómeó és Júlia (Nemzeti Színház, 1940)
Rostand: Cyrano de Bergerac( Nemzeti Színház, 1941)
Rostand: A sasfiók (Nemzeti Színház, 1942)
Dumas, ifj.: A kaméliás hölgy (Nemzeti Színház, 1943)
Shaw: Szent Johanna (Nemzeti Színház, 1945) 
Shakespeare:Lear király(Nemzeti Színház, 1948)
Shakespeare: Szentivánéji álom (Nemzeti Színház, 1938; 1948; 1960)
Shakespeare: Othello (Nemzeti Színház, 1949; 1954; 1962)
Svend: Hol az igazság? (Nemzeti Színház, 1941)
Ibsen: Peer Gynt (Nemzeti Színház, 1941)
Shakespeare: Hamlet (Nemzeti Színház, 1952)
Vörösmarty Mihály: Csongor és Tünde (Nemzeti Színház, 1955) 
Nagy Ignác: Tisztújítás (Nemzeti Színház, 1957)
Shakespeare: Antonius és Kleopátra (Nemzeti Színház, 1960)
Molière: A nők iskolája(Nemzeti Színház, 1945; 1953; Katona József Színház, 1961)
Miller: A salemi boszorkányok (Nemzeti Színház, 1961)
Szophoklész: Oedipus király (Nemzeti Színház, 1962)
Arisztophanész: Béke (Nemzeti Színház, 1963)
Németh László: II. József (Nemzeti Színház, 1964)
Móricz Zsigmond: Úri muri(Nemzeti Színház, 1965)

## Filmes jelmeztervei
- Eladó birtok (1940)
- Egy éjszaka Erdélyben (1941)
- Madách (1944)
- Beszterce ostroma (1948)
- Különös házasság (1951)
- Rokonok (1954)
- Hannibál tanár úr (1956)

## Díjai, elismerései
- 1956 — Kossuth-díj
- 1962 — Érdemes művész